# Seznam vrcholů ve Starohorských vrších

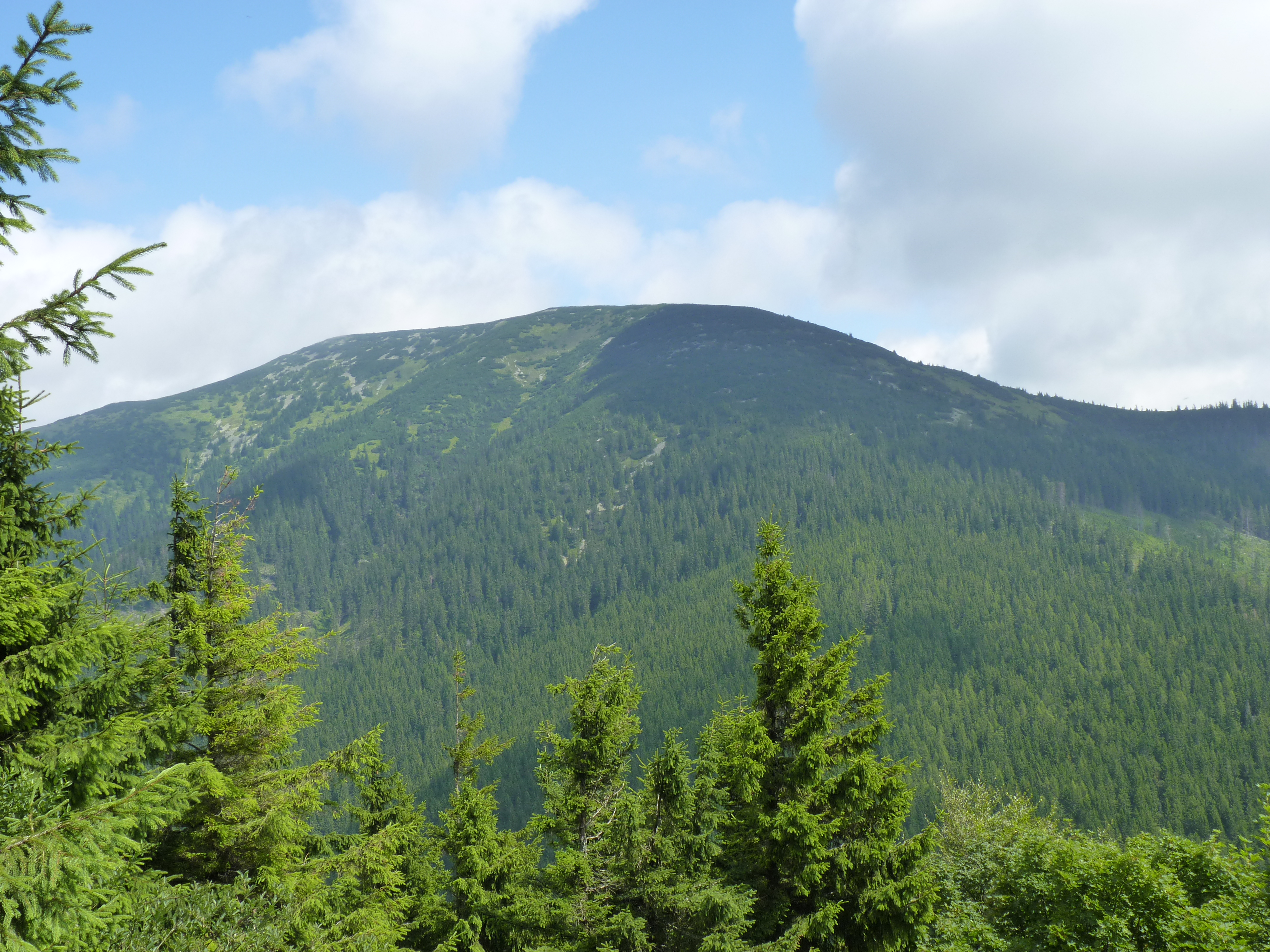
Kozí chrbát (1330 m)

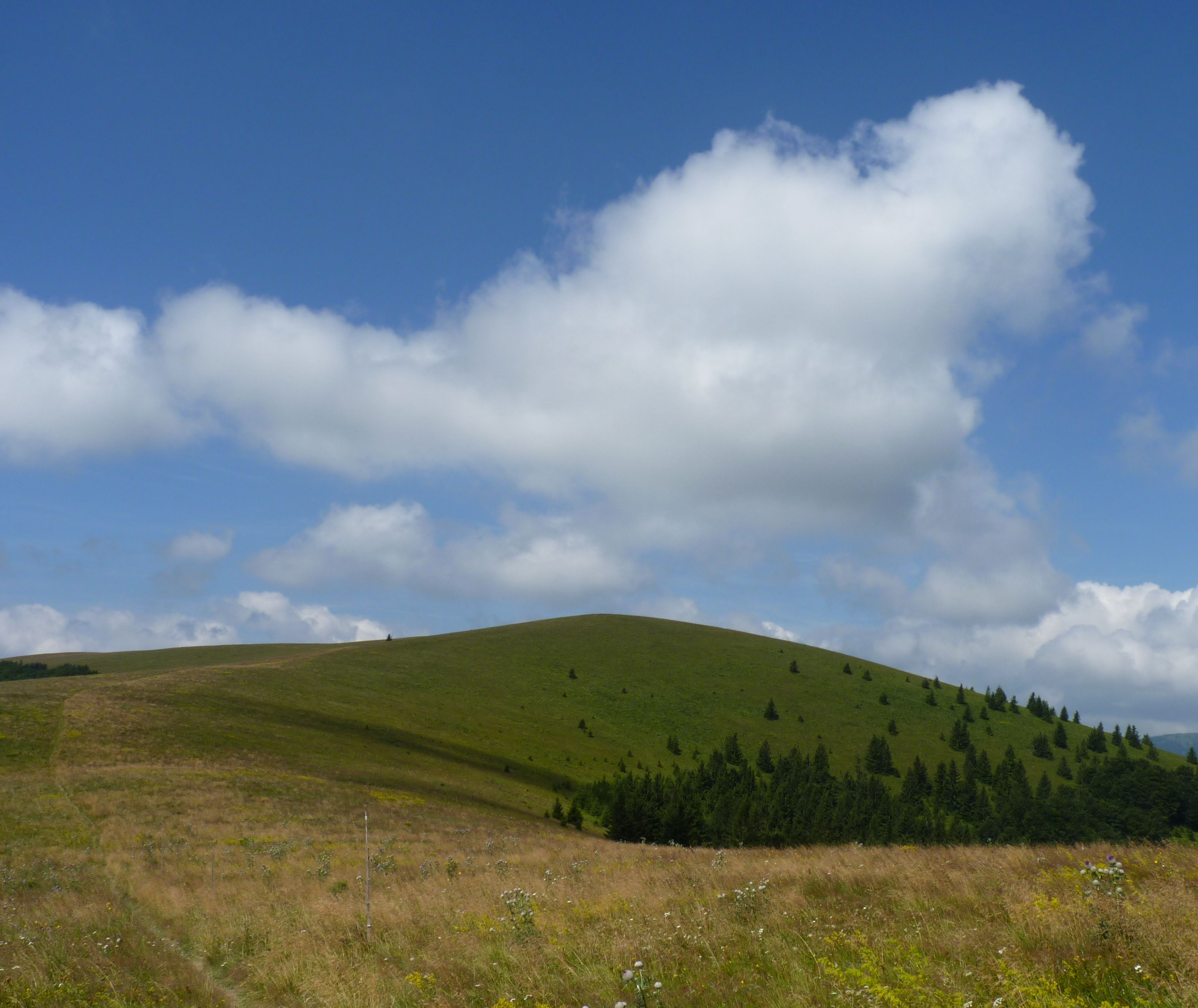
Kečka (1225 m)

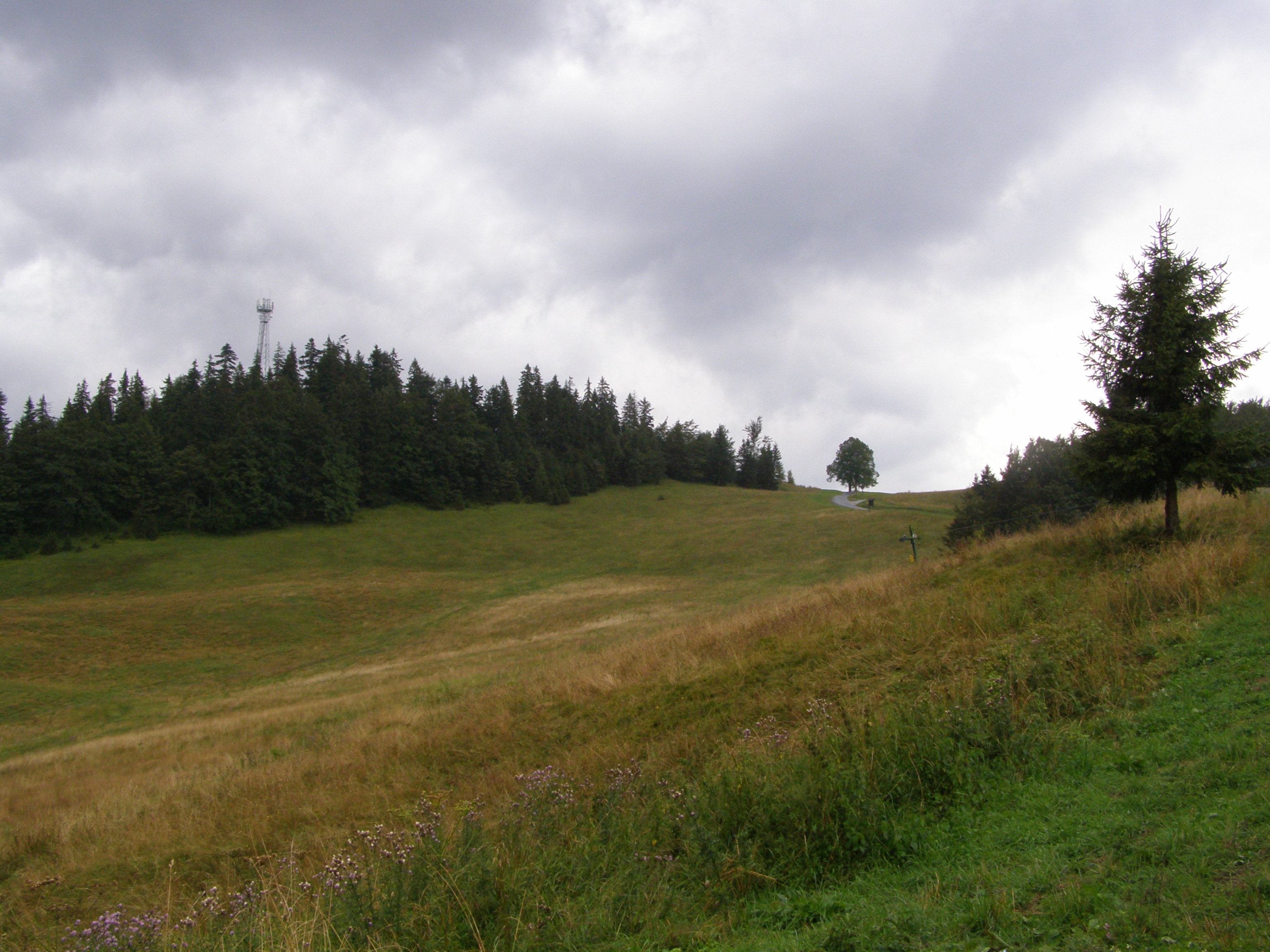
Baník (1056 m)

Seznam vrcholů ve Starohorských vrších zahrnuje pojmenované vrcholy s nadmořskou výškou nad 800 m. K sestavení seznamu bylo použito map dostupných na stránkách hiking.sk.

## Seznam vrcholů
| #   | Vrchol          | Výška (m) | Souřadnice                       | Přístup                   |
| --- | --------------- | --------- | -------------------------------- | ------------------------- |
| 1.  | Kozí chrbát     | 1330      | 48°51′37″ s. š., 19°17′26″ v. d. | červená turistická značka |
| 2.  | Kečka           | 1225      | 48°51′23″ s. š., 19°15′17″ v. d. | červená turistická značka |
| 3.  | Hadliarka       | 1211      | 48°51′36″ s. š., 19°15′54″ v. d. | neznačeno                 |
| 4.  | Barania hlava   | 1206      | 48°51′36″ s. š., 19°14′46″ v. d. | neznačeno                 |
| 5.  | Hrubý vrch      | 1169      | 48°51′06″ s. š., 19°13′08″ v. d. | neznačeno                 |
| 6.  | Jelenská skala  | 1153      | 48°49′45″ s. š., 19°09′30″ v. d. | neznačeno                 |
| 7.  | Krčahy          | 1129      | 48°50′29″ s. š., 19°10′58″ v. d. | neznačeno                 |
| 8.  | Panský diel     | 1100      | 48°47′53″ s. š., 19°09′00″ v. d. | modrá turistická značka   |
| 9.  | Bukovec         | 1061      | 48°51′22″ s. š., 19°11′20″ v. d. | neznačeno                 |
| 10. | Baník           | 1056      | 48°52′06″ s. š., 19°13′17″ v. d. | neznačeno                 |
| 11. | Žiare           | 1045      | 48°49′06″ s. š., 19°09′06″ v. d. | neznačeno                 |
| 12. | Kochuľa         | 1027      | 48°52′15″ s. š., 19°15′16″ v. d. | neznačeno                 |
| 13. | Hôrka           | 1017      | 48°52′15″ s. š., 19°15′16″ v. d. | neznačeno                 |
| 14. | Horný diel      | 996       | 48°47′15″ s. š., 19°08′31″ v. d. | neznačeno                 |
| 15. | Vysoká          | 988       | 48°49′14″ s. š., 19°14′16″ v. d. | neznačeno                 |
| 16. | Stará hora      | 964       | 48°50′39″ s. š., 19°08′50″ v. d. | neznačeno                 |
| 17. | Vysoká          | 961       | 48°48′50″ s. š., 19°16′16″ v. d. | neznačeno                 |
| 18. | Hradiště        | 958       | 48°49′45″ s. š., 19°17′51″ v. d. | neznačeno                 |
| 19. | Selčianský diel | 935       | 48°47′49″ s. š., 19°10′10″ v. d. | žlutá turistická značka   |
| 20. | Suchý vrch      | 884       | 48°48′22″ s. š., 19°06′59″ v. d. | neznačeno                 |
| 21. | Rovne           | 856       | 48°48′05″ s. š., 19°11′59″ v. d. | neznačeno                 |
| 22. | Hrádok          | 839       | 48°47′09″ s. š., 19°09′26″ v. d. | neznačeno                 |